# 102-я истребительная авиационная дивизия ПВО
102-я истреби́тельная авиацио́нная Краснознамённая диви́зия ПВО (102-я иад ПВО) — авиационное соединение ПВО Вооружённых Сил РККА, принимавшее участие в боевых действиях Великой Отечественной войны.

## История наименований
- 102-я истребительная авиационная дивизия ПВО
- 102-я истребительная авиационная Краснознамённая дивизия ПВО
- 2-я гвардейская истребительная авиационная Краснознамённая дивизия ПВО
- 2-я гвардейская истребительная авиационная Сталинградская Краснознамённая дивизия ПВО
- 2-я гвардейская истребительная авиационная Сталинградская Краснознамённая ордена Суворова дивизия ПВО

## Создание дивизии
102-я истребительная авиационная дивизия ПВО сформирована 6 ноября 1941 года Приказом НКО СССР

## Переименование дивизии
102-я истребительная авиационная дивизия ПВО за образцовое выполнение заданий командования в боях с немецкими захватчиками и проявленные при этом мужество и героизм Приказом НКО СССР 31 марта 1943 года переименована во 2-ю гвардейская Краснознамённую истребительную авиационную дивизию ПВО

## В действующей армии
В составе действующей армии:
- с 19 ноября 1941 года по 31 марта 1943 года.

## Командиры дивизии
| Звание                | Имя                         | Период                  | Примечание |
| --------------------- | --------------------------- | ----------------------- | ---------- |
| Генерал-майор авиации | Евсевьев Иван Иванович      | 06.11.1941 — 29.03.1942 |            |
| Полковник             | Красноюрченко Иван Иванович | 30.03.1942 — 15.10.1942 |            |
| Полковник             | Пунтус Иван Григорьевич     | 16.10.1942 — 31.03.1943 |            |

## В составе объединений
| Дата            | Фронт (округ)                | Район                                | Примечание |
| --------------- | ---------------------------- | ------------------------------------ | ---------- |
| 06.11.1941 года | ВВС ПВО страны               |                                      |            |
| 29.12.1941 года | Сталинградский военный округ | Сталинградский дивизионный район ПВО |            |
| 26.04.1942 года | Сталинградский военный округ | Сталинградский корпусной район ПВО   |            |
| 07.08.1942 года | Юго-Восточный фронт          | Сталинградский корпусной район ПВО   |            |
| 30.09.1942 года | Сталинградский фронт         | Сталинградский корпусной район ПВО   |            |
| 01.01.1943 года | Донской фронт                | Сталинградский корпусной район ПВО   |            |
| 01.02.1943 года | Южный фронт                  | Сталинградский корпусной район ПВО   |            |

## Части и отдельные подразделения дивизии
За весь период своего существования боевой состав дивизии претерпевал изменения, в различное время в её состав входили полки:
| Период                  | Наименование                              | Примечание                                    |
| ----------------------- | ----------------------------------------- | --------------------------------------------- |
| 27.07.1942 — 23.08.1942 | 2-й истребительный авиационный полк ПВО   | передан в резерв 8-й ВА                       |
| 21.06.1942 — 13.08.1942 | 43-й истребительный авиационный полк ПВО  | передан в состав 220-й иад                    |
| 15.10.1941 — 18.03.1942 | 282-й истребительный авиационный полк ПВО | переименован в 788-й иап ПВО                  |
| 07.04.1942 — 05.09.1942 | 439-й истребительный авиационный полк ПВО | передан в 147-ю иад ПВО                       |
| 23.07.1942 — 31.03.1943 | 572-й истребительный авиационный полк ПВО | переименован в 83-й гв. иап ПВО               |
| 25.11.1941 — 08.04.1942 | 628-й истребительный авиационный полк ПВО | Передан в Краснодарский дивизионный район ПВО |
| 26.11.1941 — 31.03.1943 | 629-й истребительный авиационный полк ПВО | переименован в 38-й гв. иап ПВО               |
| 19.11.1941 — 25.08.1942 | 651-й истребительный авиационный полк ПВО | убыл в 17-й запасной иап                      |
| 15.11.1941 — 19.12.1942 | 652-й истребительный авиационный полк ПВО | передан в 126-ю иад ПВО                       |
| 28.08.1942 — 01.11.1942 | 731-й истребительный авиационный полк ПВО | убыл на доукомплектование в МВО               |
| 11.08.1942 — 31.08.1942 | 787-й истребительный авиационный полк ПВО | составом 2-й аэ в оперативном подчинении      |
| 18.03.1942 — 31.03.1943 | 788-й истребительный авиационный полк ПВО | переименован в 84-й гв. иап ПВО               |
| 11.07.1942 — 05.09.1942 | 926-й истребительный авиационный полк ПВО | убыл на доукомплектование в Пензу             |

## Участие в операциях и битвах
- ПВО Сталинграда[4]
- ПВО Юго-Восточного фронта
- ПВО Сталинградского фронта
- ПВО Донского фронта
- ПВО Южного фронта
- Сталинградская битва[4] — с 17 июля 1942 года по 2 февраля 1943 года

## Итого боевой деятельности
За период Сталинградской битвы дивизия выполнила 8439 боевых вылетов, сбито 324 самолёта противника, из них 6 — тараном.

## Награды
102-я истребительная авиационная дивизия ПВО за образцовое выполнение заданий командования Указом Президиума Верховного Совета СССР от 6 февраля 1943 года награждена орденом «Боевого Красного Знамени».

## Присвоение гвардейских званий
- 102-я Краснознамённая истребительная авиационная дивизия ПВО переименована во 2-ю гвардейскую Краснознамённую истребительную авиационную дивизию ПВО[2].
- 629-й истребительный авиационный полк переименован за образцовое выполнение боевых задач и проявленные при этом мужество и героизм преобразован в 38-й гвардейский истребительный авиационный полк ПВО[2].
- 572-й истребительный авиационный полк за образцовое выполнение боевых задач и проявленные при этом мужество и героизм преобразован в 83-й гвардейский истребительный авиационный полк ПВО[2].
- 788-й истребительный авиационный полк за образцовое выполнение боевых задач и проявленные при этом мужество и героизм преобразован в 84-й гвардейский истребительный авиационный полк[2].

## Отличившиеся воины дивизии
- Башкиров Вячеслав Филиппович, политрук, комиссар эскадрильи 788-го истребительного авиационного полка 102-й истребительной авиационной дивизии Сталинградского Корпусного района ПВО 8 февраля 1943 года удостоен звания Герой Советского Союза. Золотая Звезда № 790.
- Гультяев Григорий Капитонович, лейтенант, заместитель командира эскадрильи 788-го истребительного авиационного полка 102-й истребительной авиационной дивизии Сталинградского Корпусного района ПВО 8 февраля 1943 года удостоен звания Герой Советского Союза. Золотая Звезда № 800.
- Евсеев Евгений Архипович, лейтенант, лётчик 629-го истребительного авиационного полка 102-й истребительной авиационной дивизии Сталинградского Корпусного района ПВО 8 февраля 1943 года удостоен звания Герой Советского Союза. Золотая Звезда № 835.
- Козлов Николай Александрович, капитан, командир эскадрильи 788-го истребительного авиационного полка 102-й истребительной авиационной дивизии Сталинградского Корпусного района ПВО 14 февраля 1943 года удостоен звания Герой Советского Союза. Золотая Звезда № 702.
- Смирнов Виктор Петрович, старшина, лётчик 629-го истребительного авиационного полка 102-й истребительной авиационной дивизии Сталинградского Корпусного района ПВО 8 февраля 1943 года удостоен звания Герой Советского Союза. Посмертно.
- Столяров Николай Иванович, лейтенант, заместитель командира эскадрильи 629-го истребительного авиационного полка 102-й истребительной авиационной дивизии Сталинградского Корпусного района ПВО 8 февраля 1943 года удостоен звания Герой Советского Союза. Золотая Звезда № 793.
- Фёдоров Фёдор Фёдорович, старший лейтенант, заместитель командира эскадрильи 629-го истребительного авиационного полка 102-й истребительной авиационной дивизии Сталинградского Корпусного района ПВО 8 февраля 1943 года удостоен звания Герой Советского Союза. Золотая Звезда № 968.